# Felix Salzer
Felix Salzer (13 de juny de 1904 - 12 d'agost de 1986) fou un teòric de la música, musicòleg i pedagog austríac nacionalitzat estatunidenc. Va ser un dels principals seguidors de Heinrich Schenker i el principal difusor del mètode d'anàlisi schenkeriana després de la mort del seu mestre.
Va néixer a Viena i va estudiar Musicologia amb Guido Alter a la Universitat de Viena, on va finalitzar els estudis amb una dissertació sobre la forma sonata a les obres de Franz Schubert. Al mateix temps va estudiar teoria musical i anàlisi amb Heinrich Schenker i Hans Weisse. El 1939 va emigrar als Estats Units, i n'esdevingué ciutadà el 1945. Allí va ensenyar a diverses escoles, incloent el Mannes College of Music i el Queens College de la New York University.
La seva contribució a la teoria schenkeriana va ser doble: en primer lloc, va atraure l'atenció dels teòrics i musicòlegs americans sobre les idees de Schenker, i en segon lloc va aplicar la tècnica analítica a la música fora dels límits de l'anomenada "era de la pràctica comuna", que era on s'havia centrat exclusivament Schenker, particularment amb la música del Renaixement, l'Edat Mitjana i algunes obres del segle XX. Els teòrics posteriors van aplicar també les tècniques schenkerianes a la música popular.
Algunes de les millores que va fer Salzer a la teoria schenkeriana inclouen aspectes de la conducció de veus i la diferenciació dels acords dintre l'estructura contra les categories contrapuntístiques.
Les obres de Salzer inclouen Structural Hearing (Audició Estructural) (1952 i 1962), Counterpoint in Composition:The Study of Voice Leading (escrita conjuntament amb Carl Schachter, 1969) i la publicació periòdica The Music Forum (iniciada el 1967).